# Рюмийи (Па-де-Кале)
Рюмийи (фр. Rumilly) — коммуна во Франции, входит в регион О-де-Франс, департамент Па-де-Кале, округ Монтрёй, кантон Лёмбр. 

## География
Расположена на реке А, в 18 км по автодорогам к юго-западу от города Лёмбр и в 22,5 км по автодорогам к северо-востоку от города Монтрёй. Граничит с коммунами Тьямброн, Ранти, Вершок, Эрли и Экс-ан-Эрньи.
Состоит из основной части застройки и деревни Боссар (фр. Beaussart) в северо-восточной части коммуны.

## История
Впервые упоминается в 1134 году в форме Rimelliacum.
С 1793 по 1801 годы коммуна входила в состав кантона Бурс района Булонь департамента Па-де-Кале. Затем до 2015 года коммуна входила в состав кантона Юкелье округа Монтрёй.
По переписи 1861 года в коммуне проживало 508 человек (244 мужчины, 264 женщины) в 128 домохозяйствах в 128 жилых домах. Также было два строящихся и 10 необитаемых жилых зданий. Из 138 жилых домов 5 были двухэтажными, остальные — одноэтажными. По числу членов семей было 11 одиночек, 22 домохозяйства из двух членов, 27 — из трёх, 22 — из четырёх, 17 — из пяти членов, 12 — из шести, 17 — из семи и более членов. Все они были гражданами Франции и католиками. Из 244 мужчин было 139 холостых, 91 женатый и 14 вдовцов, из 264 женщин — 149 холостых, 92 замужних и 23 вдовы.
По профессии было:
- в сельскохозяйственном секторе: 46 собственников, обрабатывающих свои земли, с 76 членами семьи и прислуживающими, 10 арендаторов с 18 членами семьи и прислуживающими и 90 подёнщиков с 111 членами семьи (всего 351 человек);
- в сфере промышленности и ремёсел: 27 прядильщиков льна или пеньки с 31 членом семьи, 2 рабочих по металлу с 4 членами семьи, 1 бондарь с 1 членом семьи, 8 плотников с 8 членами семьи, 4 портных с 3 членами семьи, 5 швей, 2 модистки с 2 членами семьи, 2 сапожника с 8 членами семьи, 5 мельников с 6 членами семьи, 9 работников общепита с 14 членами семьи (всего 142 человека);
- в сфере торговли: 1 торговка табаком (всего 1 человек);
- люди свободных профессий: 2 работника образования с 3 членами семьи, 1 охранник и 2 государственных служащих (всего 8 человек);
- клир: 1 священнослужитель с 1 прислуживающим (всего 2 человека);
- люди без профессии: 2 сдающих имущество в аренду с 1 прислуживающим и 1 пенсионер (всего 4 человека).

По переписи 1891 года 358 жителей коммуны (168 мужчин, 190 женщин) распределялись по профессиям так:
- в сельскохозяйственном секторе: 15 собственников, обрабатывающих свои земли, с 32 членами семьи, и 28 арендаторов с 34 работниками и 162 членами семьи (всего 271 человек);
- в промышленности и ремёслах: 5 текстильщиков с 7 членами семьи, 1 металлообработчик с 4 членами семьи, 2 кожевника с 3 членами семьи, 3 работника по дереву с 11 членами семьи, 4 швеи с 3 членами семьи и 2 работника пищевой промышленности с 8 помощниками и 1 членом семьи (всего 54 человека);
- в торговле: 4 работника общепита с 1 помощником и 13 членами семьи (всего 18 человек);
- в администрации: 1 государственный служащий с 3 членами семьи и 1 муниципальный служащий (всего 5 человек);
- люди свободных профессий: 1 католический священник с 1 членом семьи и 1 прислуживающим и 2 работника образования с 2 членами семьи (всего 7 человек);
- люди с другими источниками дохода: 2 домовладельца с 1 членом семьи (всего 3 человека).

## Достопримечательности и инфраструктура
- Католическая церковь Успения Богоматери, построенная в XIX веке, с кладбищем и памятником павшим;
- Часовня Милосердия Божьего (XVI век) в деревне Боссар;
- Мэрия и начальная школа с 22 учениками[6].

## Экономика[7]
Средний располагаемый доход на единицу потребления в 2021 году составлял 19930 евро. Уровень безработицы в 2016 году — 19,4 % (в 2011 году — 14,4 %). Из 139 жителей в возрасте от 15 до 64 лет — 59,7 % работающих, 14,4 % безработных, 6,5 % учащихся, 11,5 % пенсионеров и предпенсионеров и 7,9 % других неактивных.
Из 83 работающих 34 работали в своей коммуне, 49 — в другой. 65,1 % работающих добирались на работу на автомобиле, 24,1 % — наоборот, работали из дома.
Структура предприятий (всего 24) и рабочих мест (всего 11) в коммуне по состоянию на 31 декабря 2015 года:
- сельское хозяйство — 45,7 %
- промышленность — 5,7 %
- строительство — 2,9 %
- торговля, транспорт и сфера услуг — 28,6 %
  - в том числе торговля и ремонт автомобилей — 11,4 %
- государственные и муниципальные службы — 17,1 %

В этот период в сельском хозяйстве было 3 микропредприятия в сумме с 3 наёмными работниками и 10 учреждений без наёмных работников. В сфере услуг, торговли и транспорта имелось 6 учреждений без наёмных работников и одно (в сфере торговли и ремонта автомобилей) — с 3 наёмными работниками. В сфере государственных и муниципальных служб было два учреждения в сумме с 4 наёмными работниками. Также имелось одно микропредприятие с 1 наёмными работником в промышленности и одно учреждение без наёмных работников в строительстве.
В 2016 году в коммуне работал 41 человек. По состоянию на конец 2022 года, кроме индивидуальных предпринимателей, имелось два микропредприятия в сумме с одним наёмным работником в животноводстве, одно микропредприятие с двумя наёмными работниками в сфере водоснабжения, одно микропредприятие с одним наёмным работником в сфере строительных услуг и ландшафтного дизайна, одно учреждение с одним наёмным работником в сфере образования, а также одно учреждение с тремя наёмными работниками в сфере государственного и муниципального управления (итого 6 учреждений с 8 наёмными работниками). Также 6 человек нанимали персонал для ухода за детьми, а 14 — помощников по домашнему хозяйству. Крупных предприятий в коммуне нет.

## Политика
Пост мэра с 2020 года занимает Патрик Лавогез (Patrick Lavogez). В муниципальный совет входит 11 депутатов, включая мэра. В 2020 году они были выбраны в первом туре безальтернативно.

## Демография[7]
| Год  | Численность | Численность |
| ---- | ----------- | ----------- |
| 1793 | 555         | [ 12 ]      |
| 1800 | 587         | [ 12 ]      |
| 1806 | 624         | [ 12 ]      |
| 1821 | 589         | [ 12 ]      |
| 1831 | 616         | [ 12 ]      |
| 1836 | 621         | [ 12 ]      |
| 1841 | 591         | [ 12 ]      |
| 1846 | 570         | [ 12 ]      |
| 1851 | 556         | [ 12 ]      |
| 1856 | 526         | [ 12 ]      |
| 1861 | 508         | [ 12 ]      |
| 1866 | 476         | [ 12 ]      |
| 1872 | 414         | [ 12 ]      |
| 1876 | 434         | [ 12 ]      |
| 1881 | 416         | [ 12 ]      |
| 1886 | 382         | [ 12 ]      |
| 1891 | 358         | [ 12 ]      |
| 1896 | 400         | [ 12 ]      |
| 1901 | 427         | [ 12 ]      |
| 1906 | 419         | [ 12 ]      |
| 1911 | 376         | [ 12 ]      |
| 1921 | 331         | [ 12 ]      |
| 1926 | 314         | [ 12 ]      |
| 1931 | 319         | [ 12 ]      |
| 1936 | 339         | [ 12 ]      |
| 1946 | 381         | [ 12 ]      |
| 1954 | 375         | [ 12 ]      |
| 1962 | 334         | [ 12 ]      |
| 1968 | 321         | [ 12 ]      |
| 1975 | 292         | [ 12 ]      |
| 1982 | 287         | [ 12 ]      |
| 1990 | 260         | [ 12 ]      |
| 1999 | 255         | [ 12 ]      |
| 2006 | 254         | [ 13 ]      |
| 2007 | 259         | [ 14 ]      |
| 2008 | 269         | [ 15 ]      |
| 2009 | 263         | [ 16 ]      |
| 2010 | 257         | [ 17 ]      |
| 2011 | 251         | [ 18 ]      |
| 2012 | 250         | [ 19 ]      |
| 2013 | 245         |             |
| 2014 | 246         | [ 20 ]      |
| 2015 | 247         | [ 21 ]      |
| 2016 | 252         | [ 22 ]      |
| 2017 | 254         | [ 23 ]      |
| 2018 | 254         | [ 24 ]      |
| 2019 | 250         | [ 25 ]      |
| 2020 | 246         | [ 26 ]      |
| 2021 | 243         | [ 27 ]      |
| 2022 | 239         | [ 28 ]      |

По переписи 2016 года в коммуне проживало 248 человек (122 мужчины и 126 женщин), 62,7 % из 193 человек в возрасте от 15 лет состояли в браке.
| Мужчин | Возраст | Женщин |
| ------ | ------- | ------ |
| 0      | 100+    | 0      |
| 0      | 95—99   | 0      |
| 1      | 90—94   | 0      |
| 4      | 85—89   | 5      |
| 3      | 80—84   | 4      |
| 8      | 75—79   | 7      |
| 1      | 70—74   | 7      |
| 8      | 65—69   | 6      |
| 10     | 60—64   | 6      |
| 10     | 55—59   | 8      |
| 9      | 50—54   | 8      |
| 10     | 45—49   | 6      |
| 12     | 40—44   | 14     |
| 6      | 35—39   | 7      |
| 0      | 30—34   | 2      |
| 4      | 25—29   | 5      |
| 3      | 20—24   | 3      |
| 10     | 15—19   | 6      |
| 11     | 10—14   | 12     |
| 7      | 5—9     | 13     |
| 5      | 0—4     | 7      |

С 2011 по 2016 год средний ежегодный прирост населения составлял -0,2 % (естественный прирост 0,2 %, миграционная убыль 0,4 %). Средний уровень рождаемости составлял 8,8 ‰, а уровень смертности — 7,2 ‰.
В коммуне было 119 частных домов, из них 95 основных (первых) домов, 15 запасных и 9 пустующих. На каждый основной дом приходилось в среднем 2,6 человека.
Из 95 первых домов 74 находились в собственности, 20 арендовались, и ещё в 1 жители проживали бесплатно.
Из первых домов 37 были построены до 1919 года, 6 — между 1919 и 1945 годами, 11 — между 1946 и 1970 годами, 16 — между 1971 и 1990 годами, 13 — между 1991 и 2005 годами, 12 между 2006 и 2013 годами. Среднее количество комнат в первых домах — 5,0. 38 первых домов имели отопление, в том числе 6 — электрическое.
Из 95 домохозяйств 89 имели автомобили, в том числе 55 — один автомобиль, 34 — два или более автомобиля.
Количество учащихся составляло 59 человек. Из 176 закончивших обучение 44,9 % не имели образования либо окончили начальную школу или коллеж, 26,7 % имели среднее или среднее профессиональное образование, 15,3 % окончили лицей и 13,1 % имели высшее образование.